# Fårträsks forngravar
Fårträsks forngravar är två gravrösen från järnåldern i Sjundeå i det finländska landskapet Nyland. Gravrösena ligger på ett bergsområde söder om Fårträsk. Ett av gravrösena har blivit skadat och är endast 5,5 meter stort idag.
Fårträsks forngravar är fasta fornlämningar och skyddade enligt lag. Det finns flera andra gravrösen i Sjundeå.